# Sterrhoptilus
Sterrhoptilus is een geslacht van zangvogels uit de familie Zosteropidae (brilvogels). Het geslacht telt vier soorten die alle voorkomen in de Filipijnen. In het Nederlands heten de soorten uit dit geslacht eigenlijk ten onrechte boomtimalia's omdat deze vogels vroeger waren ingedeeld in de familie Timaliidae (timalia's). 

## Soorten
- Sterrhoptilus affinis  – Calabarzonboomtimalia
- Sterrhoptilus capitalis  – Geelkeelboomtimalia
- Sterrhoptilus dennistouni  – Vuurkruinboomtimalia
- Sterrhoptilus nigrocapitatus  – Visayaboomtimalia